# Sibon anthracops
Sibon anthracops es una especie de serpiente que pertenece a la familia Dipsadidae. Es nativo de Guatemala, El Salvador, Honduras, Nicaragua, Costa Rica, y posiblemente Panamá. Su hábitat natural se compone de bosque semiárido y seco, y ocurre ocasionalmente en tierras bajas y bosque húmedo premontano. Su rango altitudinal oscila entre 0 y 960 m s. n. m.. Es una serpiente semiarbórea y nocturna que se alimenta principalmente de caracoles y babosas.